# سرغرساسرغون (لوداب)
سرغرساسرغون (بالفارسية: سرگرساسرگون) هي قرية تقع في إيران في قسم لوداب الريفي. يقدر عدد سكانها بـ 29 نسمة .